# Skelettuhr

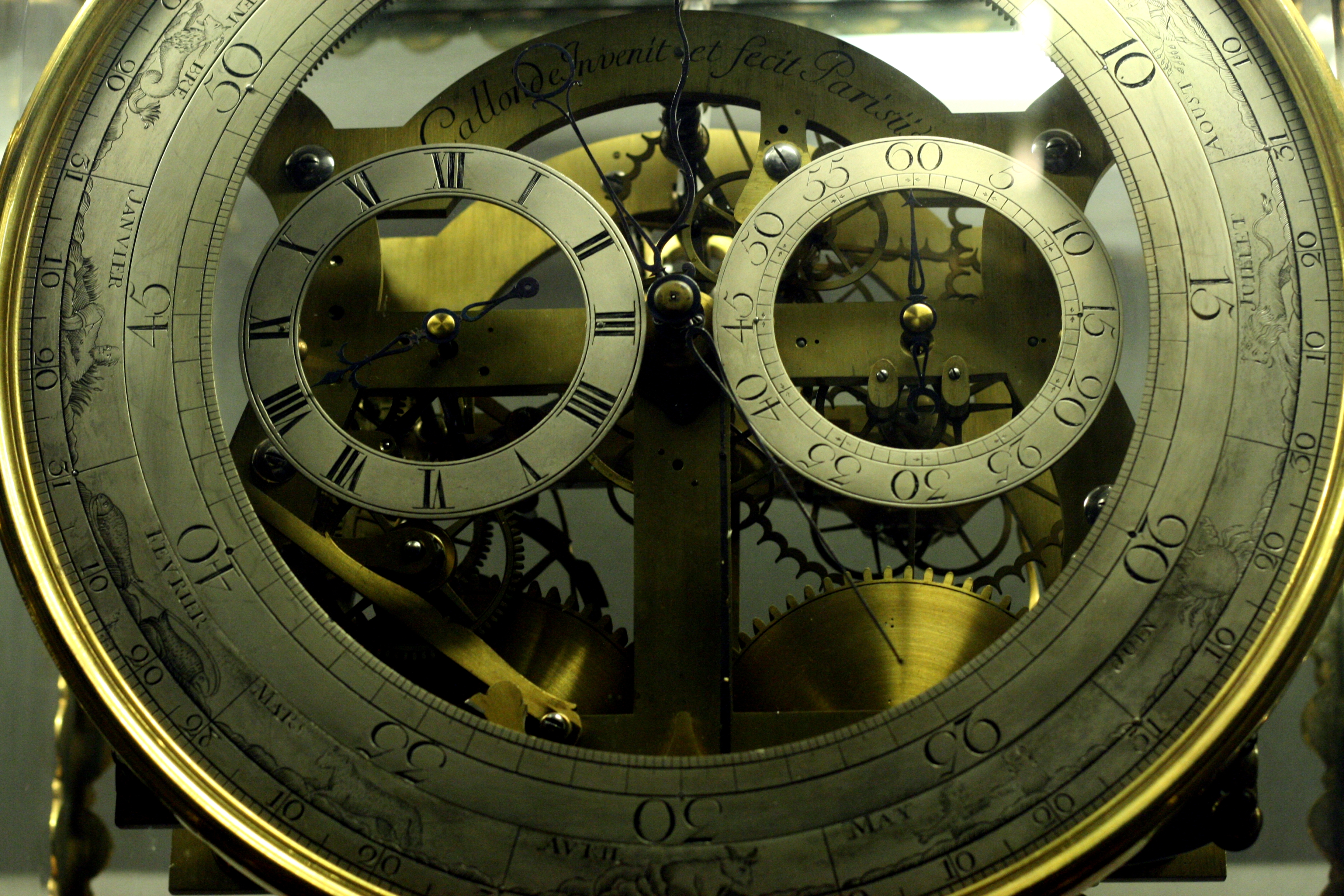
Zifferblatt einer Skelettierten Uhr

Eine Skelettuhr, auch skelettierte Uhr genannt, ist eine Uhr, die einen Einblick in das Uhrwerk ermöglicht. Dazu wird das Uhrwerk durch Stanzen, Sägen oder Fräsen soweit reduziert, dass Aussparungen entstehen, die den Blick in das Uhreninnere freigeben. Durchbrochen werden können dabei die Platine, die Brücken, der Kloben und das Federhaus des Basiswerks, gegebenenfalls auch der Rotor, nur so weit, dass Funktion und Stabilität gewährleistet bleiben. Das so durchbrochene Uhrwerk bezeichnet man als Skelettwerk.

## Beschreibung der Uhrentypen
Im Laufe der Zeit war bei fast allen Uhrentypen die Bestrebung, die Uhr zu skelettieren, um Einblick in das Uhrwerk zu schaffen. Dies erfordert meistens auch eine Finissage des Uhrwerks. Hier nur die häufigsten skelettierten Typen:

### Tisch- und Wanduhren
Die skelettierte Tischuhr ist ein Uhrentyp, der seit ca. 1750 in Frankreich, später auch in England und Österreich, hergestellt wurde. Meistens wurden Tischuhren unterschiedlicher Konstruktion gefertigt, bei denen das Werk bewusst durch die Verwendung schmaler und stark durchbrochener Platinen gut sichtbar wird. Häufig stehen solche Uhren unter einem Glassturz. Es sind auch skelettierte Wanduhren (Regulatoren) bekannt. Die Zifferblätter waren meist auf schmale Ziffernringe reduziert. Skelettierte Stutzuhren waren in der 1. Hälfte des 19. Jhs. besonders in Frankreich beliebt.

### Taschenuhren
Es gab auch skelettierte Taschenuhren und solche mit offenem Zifferblatt. Eine der berühmtesten wurde von Abraham Louis Breguet für Marie-Antoinette gefertigt. Ab Mitte des 19. Jahrhunderts wurden Taschenuhren dieser Art von einzelnen Schweizer Fabrikanten hergestellt.

### Armbanduhren
Skelettierte Armbanduhren werden etwa seit der Mitte der 1930er Jahre angeboten. Zum einen gibt es maschinell hergestellte Armbanduhren dieser Art, welche meist einfach verarbeitet sind. Zum anderen gibt es handgefertigte Skelettuhren, die durch ihre zeitaufwändige und komplizierte Herstellung hauptsächlich im hochpreisigen Uhrensegment zu finden sind. Einige namhafte Uhrenhersteller lassen solche Uhren in Kleinserien fertigen. Handskelettierte Armbanduhrwerke werden oft mit einem Uhrengehäuseboden aus Saphirglas (Sichtboden) und, im Zuge der Finissage, noch mit feinen Gravierungen oder Ziselierungen der Werkplatte versehen.

## Bilder

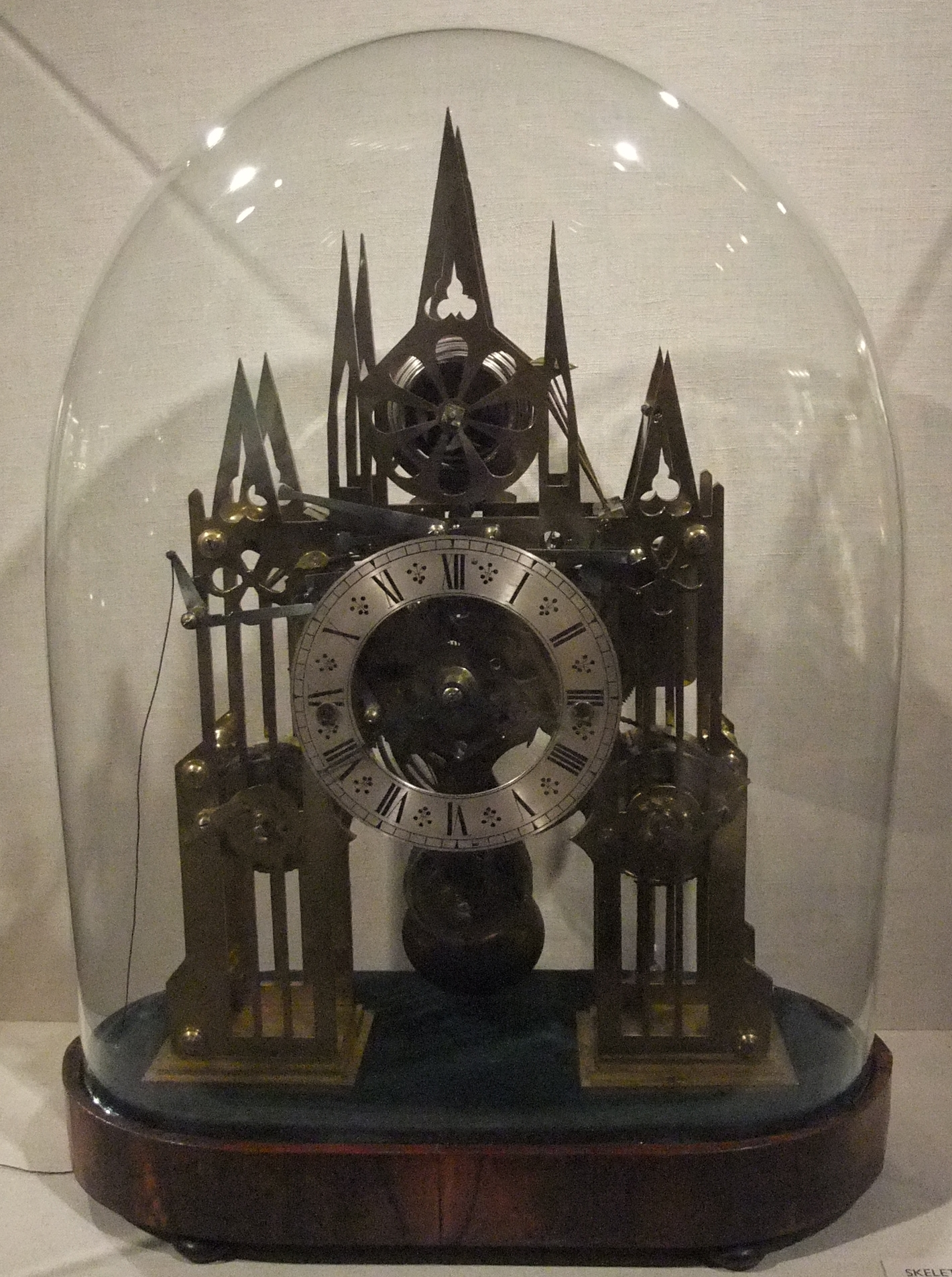
Skelettierte Tischuhr unter einem Glassturz (Baltimore Museum of Art)
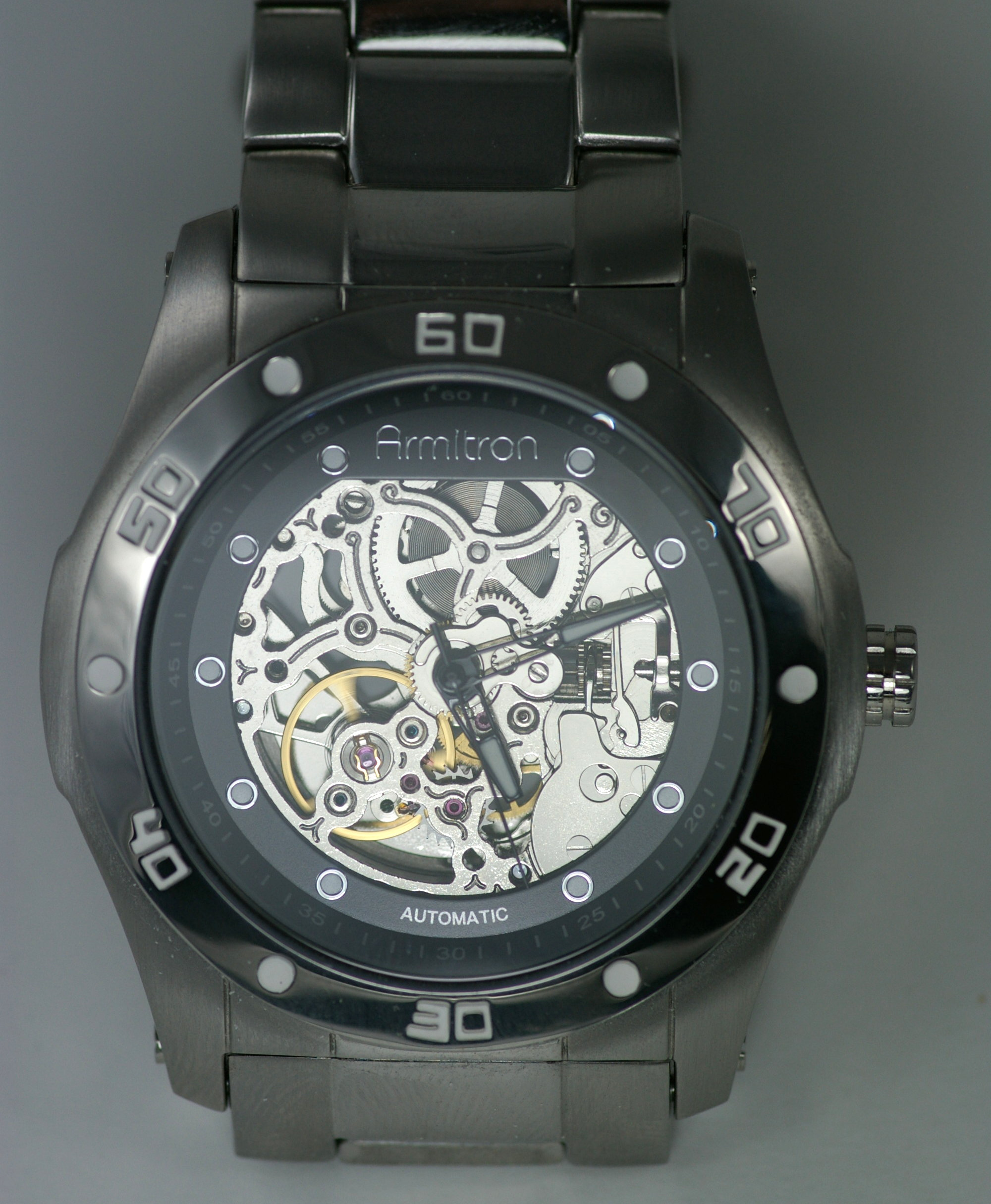
Maschinell skelettiertes Uhrwerk Sea-Gull ST16
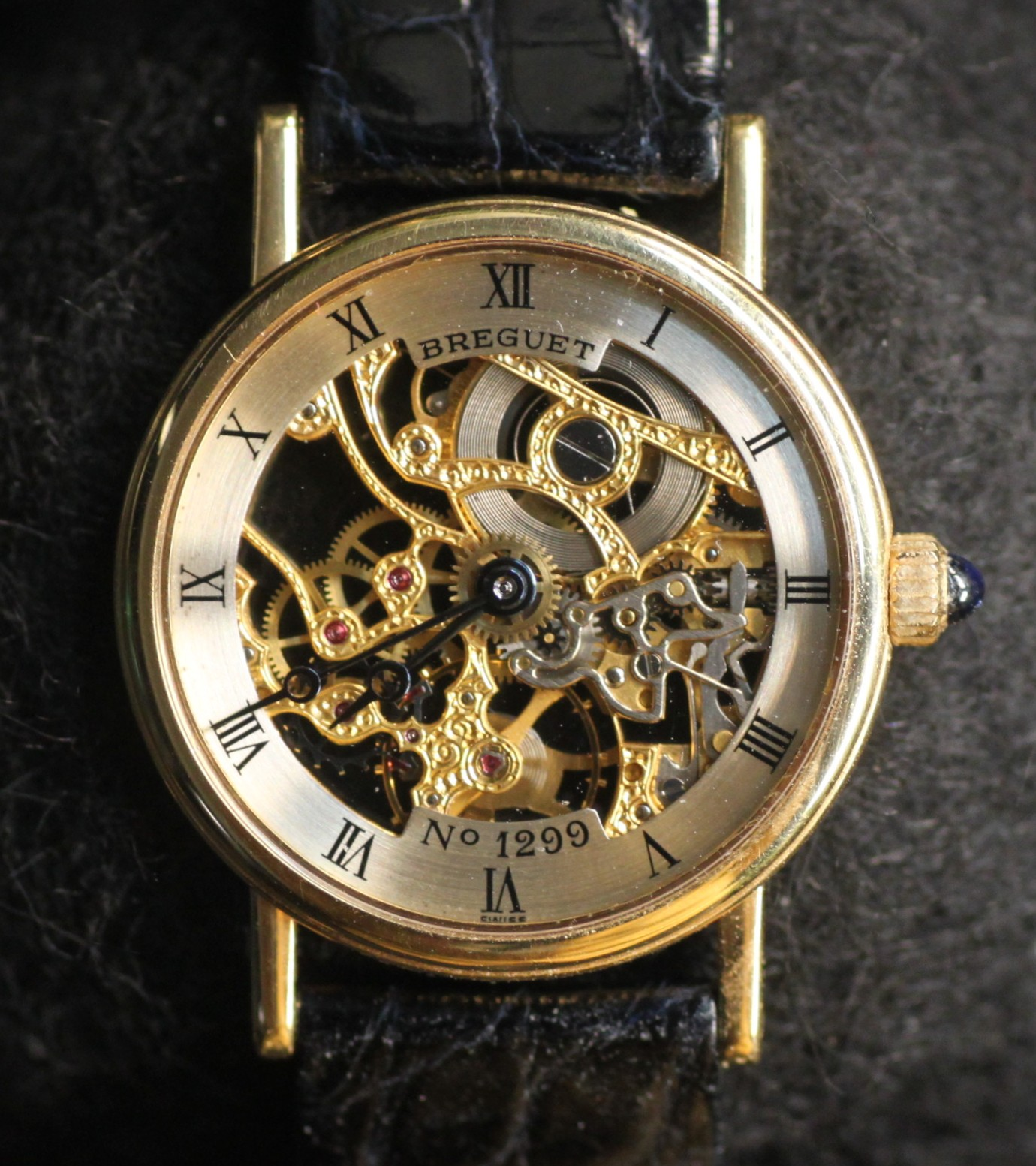
Handskelettierte Armbanduhr (Breguet SA)
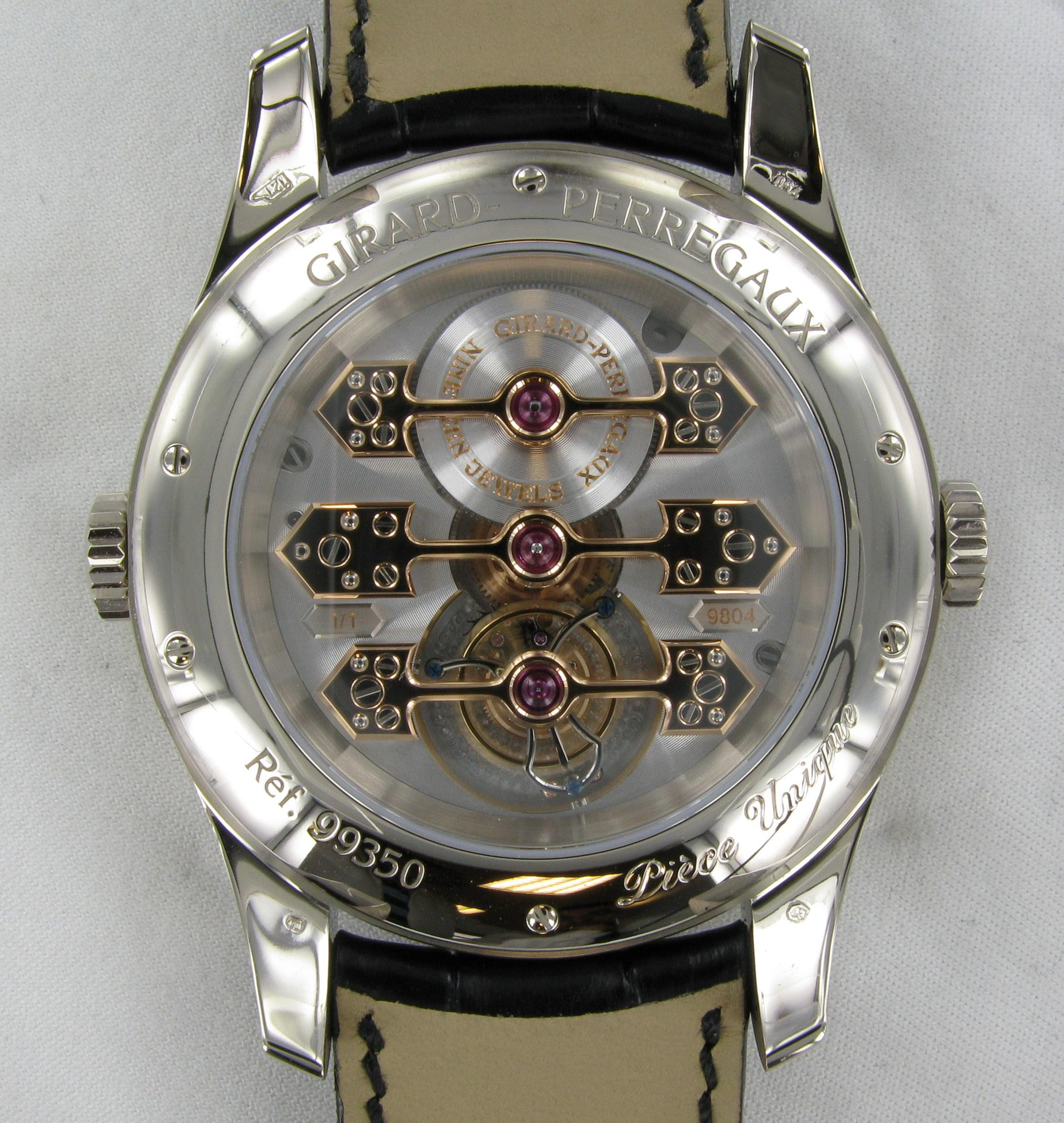
Figurative Werkplatte (Drei Brücken, Girard-Perregaux)
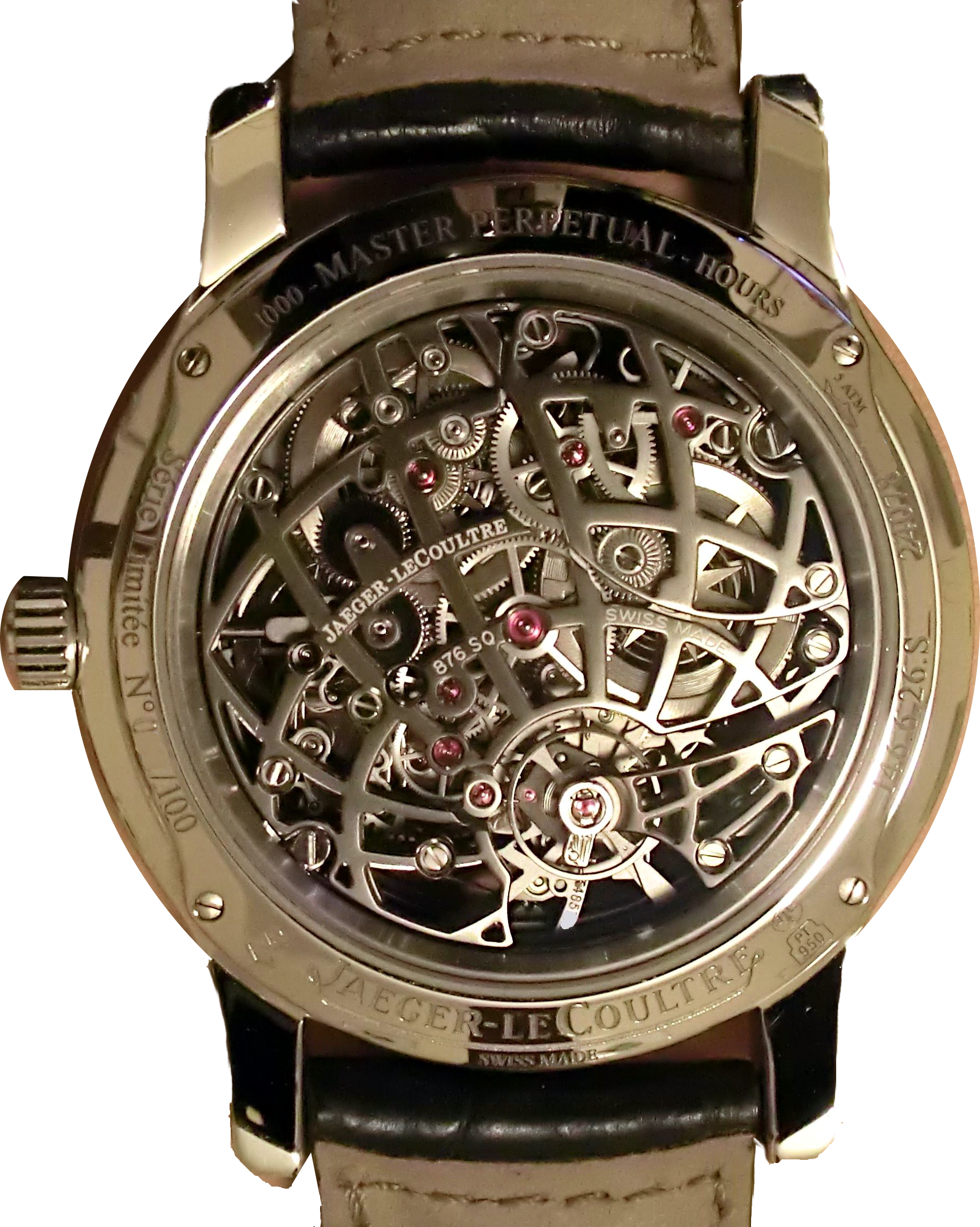
Durchbrochene figurative Werkplatte (Längen- und Breitengrade, Jaeger-LeCoultre)